# Mekitarci
Mekitarci čine kongregaciju benediktinskih redovnika Armenske katoličke Crkve.
Red je osnovao 8. rujna 1710. u Carigradu armenski svećenik Mhitar iz Sebaste. Sveta Stolica priznaje ga 1712. za vrhovnog opata Kongregacije. Mletačko im vijeće daje na raspolaganje mletački otočić San Lazzaro s istoimenim samostanom. Godine 1789. u samostanu je otvorena tiskara koja je radila do 1991. godine.
Mekitarci su na otoku sagradili crkvu, muzej i knjižnicu. U knjižnici je pohranjeno više od 150.000 svezaka te oko 4000 armenskih rukopisnih knjiga.
Nakon što je poglavar kongregacije Stjepanos Melkonjan pokušao u Red uvesti neka nova pravila, Red se podijelio na dva ogranka. Godine 1773. skupina redovnika preseljava se u Trst, a godine 1811. u Beč. Tamo ponovno organiziraju samostan i tiskaru. U toj je tiskari tijekom 19. i 20. stoljeća objavljeno nekoliko tisuća knjiga, od čega oko 240 hrvatskih knjiga. Mletačka i Bečka kongregacija ponovno su se ujedinile u srpnju 2000. godine.

### Članci
- Bagdasarov, Artur. 2017. Kratak pregled povijesti Armenske Katoličke Crkve. Crkva u svijetu. Sveučilište u Splitu - Katolički bogoslovni fakultet. Split. 52 (1): 89–100